# Jouy-le-Potier
Jouy-le-Potier è un comune francese di 1 367 abitanti situato nel dipartimento del Loiret nella regione del Centro-Valle della Loira.

## Società

### Evoluzione demografica
Abitanti censiti